# Syneta albida
Syneta albida är en skalbaggsart som beskrevs av J. L. Leconte 1857. Syneta albida ingår i släktet Syneta och familjen bladbaggar. Inga underarter finns listade i Catalogue of Life.